# Берішвілі Паата Ірадіонович
Паата Ірадіонович Берішвілі (груз. პაატა ირადიონის ძე ბერიშვილი; рос. Паата Ирадионович Беришвили; нар. 30 вересня 1973, Накіеті, Грузинська РСР) — грузинський та російський футболіст та тренер, виступав на позиції півзахисника.

## Кар'єра гравця
Паата Берішвілі народився 30 вересня 1973 року в грузинському селі Накіеті. Проте футбольну кар'єру розпочав у Росії, вихованець СУОР (Ставрополь). Дорослу футбольну кар'єру розпочав у 1990 році в клубі «Сигнал»/«Динамо» (Ізобільний), який наприкінці існування СРСР виступав у Другій нижчій лізі. У радянському чемпіонаті зіграв 23 матчі. Після розпаду СРСР продовжив виступи в «Сигналі», який тепер мав назву «Динамо-АПК» (Ізобільний) й виступав у Другій лізі російського чемпіонату. Того ж року перейшов вищолігове «Динамо», в складі якого дебютував 25 квітня 1992 року в програному (0:2) домашньому поєдинку 6-го туру Першого етапу Групи А проти владикавказького «Спартака». Паата вийшов на поле на 72-й хвилині, замінивши Андрія Копилова. Загалом у футболці «динамівців» зіграв 6 матчів у чемпіонаті та 1 поєдинок у кубку Росії.
У 1993 році переїхав до України, де став гравцем ще аматорського клубу «Віктор» (Запоріжжя). Разом з командою дебютував у Перехідній лізі чемпіонату України. У сезоні 1993/94 років у складі запорожців у чемпіонаті України зіграв 29 матчів та відзначився 2-ма голами. Ще 3 поєдинки того сезону провів у складі аматорського фарм-клубу запорожців, «Ниви-Віктор» (смт Новомиколаївка).
У 1994 році повернувся в Росію, де підписав контракт з третьоліговим кисловодським «Олімпом», кольори якого захищав до 1996 року. За цей час у складі ксловодської команди в чемпіонатах Росії зіграв 47 матчів та відзначився 6-ма голами, ще 4 поєдинки провів у кубку Росії. У 1996 році перейшов до складу першолігового саратовського «Сокола-ПЖД». Дебютував у першому дивізіоні 6 серпня 1998 року в переможному (2:0) домашньому поєдинку 25-го туру проти читинського «Локомотива». Берішвілі вийшов на поле в стартовому складі та відіграв увесь матч. Загалом у складі «Сокола» в чемпіонаті Росії зіграв 16 матчів. У 1997 році повернувся до ставропольського «Динамо». У складі «динамівців» повторно дебютував 9 червня 1997 року в переможному (4:0) домашньому поєдинку 15-го туру першої ліги проти санкт-петербурзького «Локомотива». Паата вийшов на поле в стартовому складі, а на 60-й хвилині його замінив Олександр Студзинський. Дебютним голом у футболці ставропольського колективу відзначився 3 липня 1997 року на 90-й хвилині переможного (3:0) домашнього поєдинку 20-го туру першої ліги проти омського «Іртиша». Берішвілі вийшов на поле на 63-й хвилині, замінивши Андрія Копилова. За підсумками сезону в чемпіонаті Росії зіграв 25 матчів та відзначився 3 голами, а також зіграв 4 матчі (1 гол) у кубку Росії. Окрім цього провів 5 матчів у складі дублюючої команди, яка на той час виступала в третій лізі російського чемпіонату.
У 1998 році перейшов до махачкалинського «Анжі», яке на той час також виступало в Першому дивізіоні. Дебютував за махачкалинців 29 березня 1998 року в переможному (2:0) домашньому поєдинку 1-го туру проти «Томі». Паата вийшов на поле в стартовому складі та відіграв увесь матч. У 1998 році був гравцем основної обойми, а наступного року втратив своє місце в складі. Протягом свого перебування в «Анжі» в чемпіонаті Росії зіграв 23 матчі, а також провів 1 поєдинок у кубку Росії. У 2000 році переїхав до сусіднього Краснодара, де підписав контракт з друголіговим ФК «Кубань». Дебютував у футболці «кубанців» 28 липня 2000 року в переможному (2:0) виїзному поєдинку 21-го туру другого дивізіону зони «Південь» проти махачкалинських «динамівців». Берішвілі вийшов на поле в стартовому складі, а на 83-й хвилині його замінив Євген Бузнікін.
Загалом у чемпіонаті Росії відіграв 16 матчів. Єдиним голом у футболці краснодарців відзначився 7 серпня 2000 року на 22-й хвилині переможного (4:2) домашнього поєдинку 1/16 фіналу кубку Росії проти новоросійського «Чорноморця». Паата вийшов на поле в стартовому складі, а на 76-й хвилині його замінив Євген Бузнікін. Загалом же в цьому турнірі у футболці «Кубані» зіграв 2 матчі та відзначився 1 голом. Того ж року виступав в клубі «Локомотив-Тайм» (Мінеральні Води), в складі якого в аматорському чемпіонаті Росії зіграв 9 матчів та відзначився 3-ма голами. У 2001 році повернувся до Ставрополя, де став гравцем місцевого «Динамо» (С). Повторно дебютував у складі ставропольців 9 квітня 2001 року в переможному (2:0) домашньому поєдинку 3-го туру другого дивізіону зони «Південь» проти сочинської «Жемчужини». Берішвілі вийшов на поле в стартовому складі, на 50-й хвилині отримав жовту картку, а на 75-й хвилині його замінив Ярослав Грушевой. Дебютним голом за «динамівців» відзначився 15 квітня 2001 року на 18-й хвилині переможного (5:1) домашнього поєдинку 4-го туру другого дивізіону зони «Південь» проти анапського «Спартака». Паата вийшов у стартовому складі та відіграв увесь матч. Загалом у складі «Динамо» в чемпіонаті Росії зіграв 12 матчів та відзначився 3 голами.
У 2002 році перейшов до першолігового воронезького «Факела». Дебютував у складі воронежців 28 березня 2002 року у програному (0:3) виїзному поєдинку 1-го туру першого дивізіону проти смоленського «Кристалу». Берішвілі вийшов на поле в стартовому складі, а на 46-й хвилині його замінив Іван Саєнко. У складі «Факела» в чемпіонаті Росії зіграв 4 поєдинки, ще 1 матч зіграв у кубку Росії. Того ж року перейшов до нижегородського «Лукойла». Дебютував у складі челябінського клубу 1 вересня 2002 року в переможному (2:1) домашньому поєдинку 21-го туру другого дивізіону зони «Урал» проти магнітогорського «Металурга-Метизника». Паата вийшов на поле в стартовому складі, а на 46-й хвилині його замінив Руслан Новіков. Єдиним голом у складі челябінців відзначився 23 жовтня 2010 року на 14-й хвилині переможного (2:1) домашнього поєдинку 30-го туру другого дивізіону зони «Урал» проти «Динамо-Машинобудівника». Берішвілі вийшов на поле в стартовому складі, а на 57-й хвилині його замінив Дмитро Чурилін. У футболці «Лукойла» в чемпіонаті Росії зіграв 10 матчів та відзначився 1 голом.
У 2003 році перейшов до тверської «Волги», яка виступала в аматорському чемпіонаті Росії. Того сезону гравець відзначився 5-ма голами. Наступного року дебютував у складі клубу на професіональному рівні, 24 квітня 2004 року в нічийному (0:0) виїзному поєдинку 1-го туру другого дивізіону зони «Захід» проти івановського «Текстильника-Телеком». Паата вийшов на поле в стартовому складі, а на 72-й хвилині його замінив Михайло Альошкін. Дебютним голом відзначився 19 травня 2004 року на 63-й хвилині (реалізував пенальті) нічийного (2:2) виїзного поєдинку 6-го туру другого дивізіону зони «Захід» проти вологдського «Динамо». Берішвілі вийшов на поле в стартовому складі, а на 78-й хвилині його замінив Андрій Галкін. У складі «Волги» в чемпіонаті Росії зіграв 11 матчів та відзначився 3-ма голами.
У 2004 році перейшов до першолігового «Уралана». Дебютував в елістинському колективі 18 серпня 2004 року в нічийному (1:1) виїзному поєдинку 28-го туру проти новоросійського «Чорноморця». Паата вийшов у стартовому складі, а на 61-й хвилині його замінив Віталій Абрамов. Дебютним голом за «Уралан» відщначився 25 серпня 2004 року на 44-й хвилині нічийного (1:1) домашнього поєдинку проти «Орла». Берішвілі вийшов на поле в стартовому складі, а на 52-й хвилині його замінив Олексій Прокудін. У першій лізі зіграв 15 матчів та відзначився 2-ма голами.
У 2005 році вдруге в своїй кар'єрі виїхав за кордон, цього разу в Казахстан, де підписав контракт з «Таразом», який виступав у вищому дивізіоні місцевого чемпіонату. Дебютував у складі свого нового клубу 3 квітня 2005 року в переможному (1:0) домашньому поєдинку Суперліги проти «Єсиль-Богатиря». Берішвілі вийшов на поле в стартовому складі, а на 49-й хвилині його замінив Віталій Ушаков. У складі казахстанського клубу зіграв у 4-ох матчах чемпіонату та 1-му поєдинку національного кубку.
У 2006 році повернувся до Росії, де підписав контракт з «Машуком-КМВ», який виступав у Першому дивізіоні. Дебютував у футболці п'ятигорського колективу 26 березня 2006 року в нічийному (0:0) виїзному поєдинку 10го туру проти махачкалинського «Динамо». Паата вийшов на поле в стартовому складі, а на 36-й хвилині його замінив Андрій Гацко. У футболці «Машука» в чемпіонаті Росії зіграв 27 матчів, ще 1 поєдинок провів у кубку Росії. У 2007 році виступав у чемпіонаті Краснодарского краю в футболці «Торпедо» (Армавір), де відзначився 2 голами. В 2008 році повернувся до ставропольського «Динамо». Після свого повернення дебютував в його футболці 4 серпня 2008 року в переможному (2:1) домашньому поєдинку 19-го туру другого дивізіону зони «Південь» проти ФК «Астрахань». Берішвілі з'явився на полі на 62-й хвилині, замінивши Кирила Панченка. У футболці «динамівців» провів 4 поєдинки в чемпіонаті Росії. У 2009 році перейшов до друголігового ФК «Ставрополя». Дебютував за «городян» 5 квітня 2009 року в переможному (3:0) виїзному поєдинку 1-го туру проти ФК «Астрахані» Берішвілі вийшов на поле на 90-й хвилині, замінивши Аслана Дишекова. У футболці «Ставрополя» зіграв у 22 матчах другого дивізіону та 3-ох поєдинках кубку Росії.
З 2011 по 2015 роки виступав в аматорських клубах з чемпіонату Краснодарського краю: «Гігант» (2011), «Ставрополь» (2012), «Емброс» (2014) та «Локомотив» (Мінеральні Води).

## Тренерська діяльність
Після завершення кар'єри став дворазовим чемпіоном Першості Росії по футболу в складі збірної Ставропольського краю серед ветеранів старше 35 років. У 2011 році працював помічником головного тренера в ФК «Гігант» село Сотніковське, який на той момент виступав у 1 групі Першості Ставропольського краю, де став срібним призером Крайового першості в загальнокомандному заліку. З 27 лютого 2012 року працював головним тренером ФК «Ставрополь». З 2013 по 2017 рік був помічником головного тренера в клубі «Кавказтрансгаз». З 2017 року — помічник головного тренера клубу Машук-КМВ (П'ятигорськ).

## Особисте життя
Окрім грузинського, має також і російське громадянство.